# 微鉛筆魚
微鉛筆魚（学名：Nannostomus minimus），為輻鰭魚綱脂鯉目脂鯉亞目鱂脂鯉科的其一種，分布於南美洲Potaro與Mazaruni河流域，體長可達2.3公分，棲息中底層水域，生活習性不明。